# Präsidentschafts- und Parlamentswahlen in Mexiko 2024
Am 2. Juni 2024 fanden Präsidentschafts- und Parlamentswahl in Mexiko statt. Gewählt wurden das mexikanische Staatsoberhaupt, die 500 Mitglieder der Abgeordnetenkammer und die 128 Mitglieder des Senats.
In der Präsidentschaftswahl traten die Kandidaten Xóchitl Gálvez Ruiz, Claudia Sheinbaum Pardo und Jorge Álvarez Máynez gegeneinander an. Die Amtszeit des mit den meisten Stimmen gewählten Präsidenten, der nach der mexikanischen Verfassung ausschließlich eine Amtszeit regieren darf, beträgt sechs Jahre. Es gibt keine Stichwahl.
Gewählt wurden auch die Gouverneure einiger Bundesstaaten (Chiapas, Guanajuato, Jalisco, Morelos, Puebla, Tabasco, Veracruz und Yucatán) und der Regierungschef von Mexiko-Stadt, sowie die Abgeordneten der Parlamente von 31 der 32 Bundesstaaten bzw. des Hauptstadtbezirks (nicht im Bundesstaat Coahuila) sowie die Bürgermeister in 30 der 32 Bundesstaaten.
Die Mitglieder des Kongresses werden durch ein gemischtes Wahlsystem gewählt. Dabei werden durch Direktwahl in den Wahlkreisen 300 Abgeordnete und weitere 200 durch Mehrheitswahl in 5 Regionallisten gewählt; des Weiteren werden 96 Senatoren durch Wahlen in jedem Bundesstaat und weitere 32 durch Verhältniswahl gewählt.
Im Vorfeld der Wahl wurden 30 Politiker ermordet, 11 entführt und 77 bedroht. Der Vormarsch und das Ausmaß der organisierten Kriminalität in Mexiko gelten nach Ansicht des Sicherheitsexperten David Saucedo als „die größte Herausforderung für die nächste Präsidentin“.

## Listen und Parteien
| Listen in dem Stimmzettel | Listen in dem Stimmzettel | Listen in dem Stimmzettel            | Wahlbündnis                                                   | Präsidentschaftskandidaten | Präsidentschaftskandidaten       | Präsidentschaftskandidaten                        |
| ------------------------- | ------------------------- | ------------------------------------ | ------------------------------------------------------------- | -------------------------- | -------------------------------- | ------------------------------------------------- |
|                           |                           | Movimiento Regeneración Nacional     | Sigamos Haciendo Historia („Schreiben wir weiter Geschichte“) |                            | Claudia Sheinbaum Pardo (MORENA) | Regierungschefin von Mexiko-Stadt (bis Juni 2023) |
|                           |                           | Partido del Trabajo                  | Sigamos Haciendo Historia („Schreiben wir weiter Geschichte“) |                            | Claudia Sheinbaum Pardo (MORENA) | Regierungschefin von Mexiko-Stadt (bis Juni 2023) |
|                           |                           | Partido Verde Ecologista de México   | Sigamos Haciendo Historia („Schreiben wir weiter Geschichte“) |                            | Claudia Sheinbaum Pardo (MORENA) | Regierungschefin von Mexiko-Stadt (bis Juni 2023) |
|                           |                           | Partido Acción Nacional              | Fuerza y Corazón por México („Kraft und Herz für Mexiko“)     |                            | Xóchitl Gálvez Ruiz (PAN)        | Senatorin des Kongresses (bis November 2023)      |
|                           |                           | Partido Revolucionario Institucional | Fuerza y Corazón por México („Kraft und Herz für Mexiko“)     |                            | Xóchitl Gálvez Ruiz (PAN)        | Senatorin des Kongresses (bis November 2023)      |
|                           |                           | Partido de la Revolución Democrática | Fuerza y Corazón por México („Kraft und Herz für Mexiko“)     |                            | Xóchitl Gálvez Ruiz (PAN)        | Senatorin des Kongresses (bis November 2023)      |
|                           |                           | Movimiento Ciudadano                 | Movimiento Ciudadano                                          |                            | Jorge Álvarez Máynez             | Abgeordneter des Kongresses (bis Februar 2024)    |

## Ergebnis

### Präsidentschaftswahl

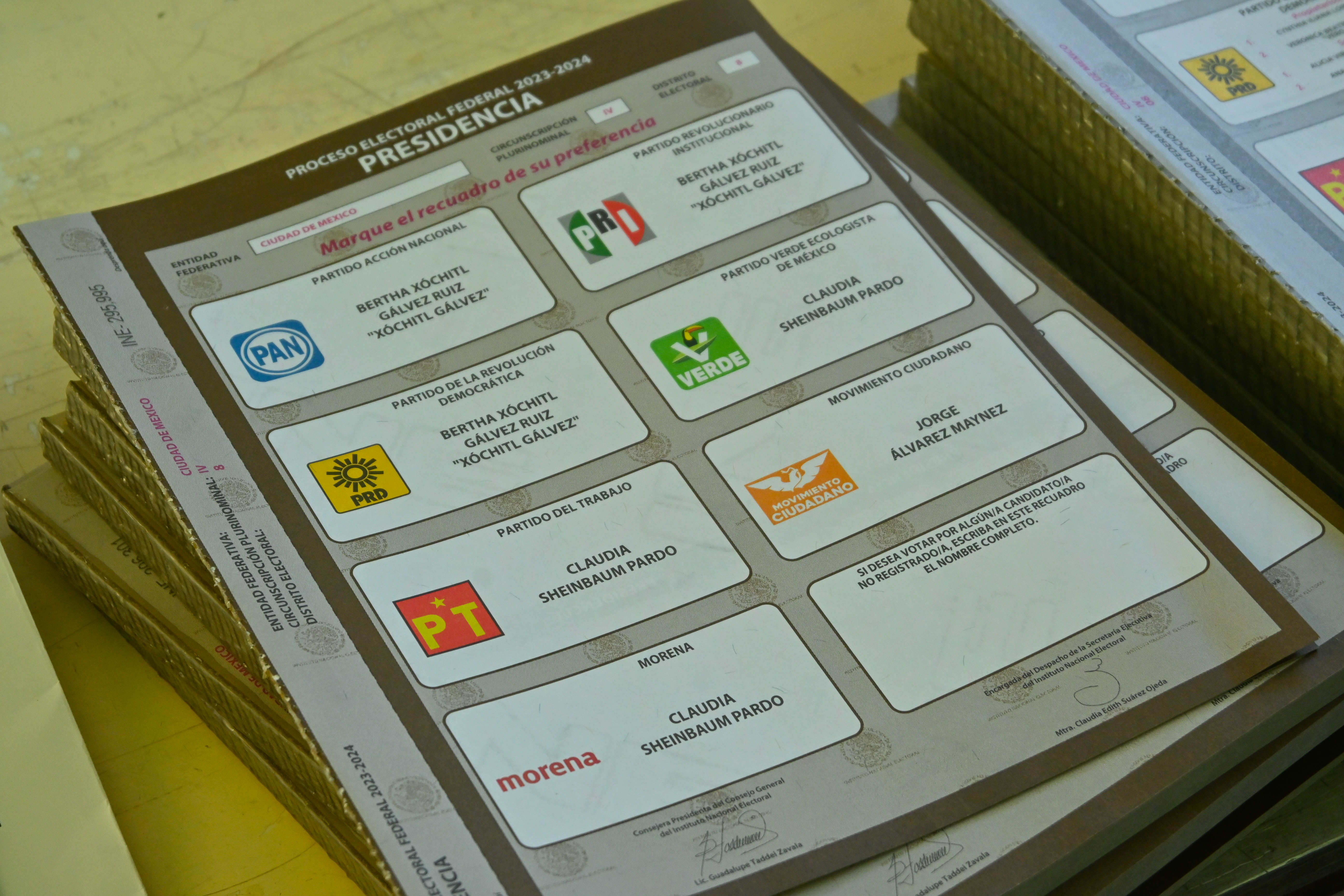
Stimmzettel

| Kandidaten                           | Kandidaten                    | Stimmen    | %    | Listen                           | Stimmen    | %    |
| ------------------------------------ | ----------------------------- | ---------- | ---- | -------------------------------- | ---------- | ---- |
|                                      | Claudia Sheinbaumgewählt      | 35.924.519 | 61,2 | Movimiento Regeneración Nacional | 27.364.649 | 46,6 |
| Partido Verde Ecologista de México   | Claudia Sheinbaumgewählt      | 35.924.519 | 61,2 | 4.677.057                        | 8,0        |      |
| Partido del Trabajo                  | Claudia Sheinbaumgewählt      | 35.924.519 | 61,2 | 3.882.813                        | 6,6        |      |
|                                      | Xóchitl Gálvez                | 16.502.697 | 28,1 | Partido Acción Nacional          | 9.644.918  | 16,4 |
| Partido Revolucionario Institucional | Xóchitl Gálvez                | 16.502.697 | 28,1 | 5.736.759                        | 9,8        |      |
| Partido de la Revolución Democrática | Xóchitl Gálvez                | 16.502.697 | 28,1 | 1.121.020                        | 1,9        |      |
|                                      | Jorge Álvarez Máynez          | 6.204.710  | 10,6 | Movimiento Ciudadano             | 6.204.710  | 10,6 |
|                                      | Nicht registrierte Kandidaten | 83.114     | 0,1  | –                                | 83.114     | 0,1  |
| Gesamt                               | Gesamt                        | 58.715.040 | 100  |                                  | 58.715.040 | 100  |
|                                      |                               |            |      |                                  |            |      |
| Ungültige Stimmen                    | Ungültige Stimmen             | 1.400.144  | 2,3  |                                  |            |      |
| Wähler                               | Wähler                        | 60.115.184 | 65,3 |                                  |            |      |
| Wahlberechtigte                      | Wahlberechtigte               | 92.092.843 |      |                                  |            |      |
|                                      |                               |            |      |                                  |            |      |
| Quelle: Instituto Nacional Electoral |                               |            |      |                                  |            |      |

### Parlamentswahl

#### Abgeordnetenkammer
| Wahlbündnisse                                                        | Wahlbündnisse                 | Listen                        | Direktstimmen | Direktstimmen | Direktstimmen | Listenstimmen | Listenstimmen | Listenstimmen | Mandate Gesamt |
| Wahlbündnisse                                                        | Wahlbündnisse                 | Listen                        | Stimmen       | %             | Mandate       | Stimmen       | %             | Mandate       | Mandate Gesamt |
| -------------------------------------------------------------------- | ----------------------------- | ----------------------------- | ------------- | ------------- | ------------- | ------------- | ------------- | ------------- | -------------- |
|                                                                      | Sigamos Haciendo Historia     | PVEM – PT – MORENA            | 27.446.014    | 48,3          | 219           | –             | –             | –             | 219            |
| Movimiento Regeneración Nacional                                     | Sigamos Haciendo Historia     | 3.686.979                     | 6,5           | 37            | 24.286.317    | 42,4          | 87            | 124           |                |
| Partido del Trabajo                                                  | Sigamos Haciendo Historia     | 507.604                       | 0,9           | –             | 4.993.988     | 8,7           | 18            | 18            |                |
| Partido Verde Ecologista de México                                   | Sigamos Haciendo Historia     | 676.092                       | 1,2           | –             | 3.254.718     | 5,7           | 12            | 12            |                |
| ↳ Gesamt                                                             | Sigamos Haciendo Historia     | 32.316.689                    | 56,8          | 256           | 32.535.023    | 56,8          | 117           | 373           |                |
|                                                                      | Fuerza y Corazón por México   | PAN – PRI – PRD               | 17.493.425    | 30,8          | 39            | –             | –             | –             | 39             |
| Partido Acción Nacional                                              | Fuerza y Corazón por México   | 372.670                       | 0,7           | 3             | 10.049.375    | 17,5          | 36            | 39            |                |
| Partido Revolucionario Institucional                                 | Fuerza y Corazón por México   | 101.574                       | 0,2           | –             | 6.623.796     | 11,6          | 24            | 24            |                |
| Partido de la Revolución Democrática                                 | Fuerza y Corazón por México   | 20.374                        | 0,0           | –             | 1.449.660     | 2,5           | 1             | 1             |                |
| ↳ Gesamt                                                             | Fuerza y Corazón por México   | 17.988.043                    | 31,6          | 42            | 18.122.831    | 31,6          | 61            | 103           |                |
|                                                                      | Movimiento Ciudadano          | Movimiento Ciudadano          | 6.446.537     | 11,3          | 1             | 6.497.404     | 11,3          | 23            |                |
|                                                                      | Unabhängige                   | Unabhängige                   | 72.012        | 0,1           | 1             | 72.012        | 0,1           | –             |                |
|                                                                      | Nicht registrierte Kandidaten | Nicht registrierte Kandidaten | 48.871        | 0,1           | –             | 47.092        | 0,1           | –             |                |
| Gesamt                                                               | Gesamt                        | Gesamt                        | 56.872.152    | 100           | 300           | 57.274.362    | 100           | 200           | 500            |
|                                                                      |                               |                               |               |               |               |               |               |               |                |
| Ungültige Stimmen                                                    | Ungültige Stimmen             | Ungültige Stimmen             | 2.162.171     | 3,7           |               | 2.369.932     | 4,0           |               |                |
| Wähler                                                               | Wähler                        | Wähler                        | 59.034.323    | 60,1          |               | 59.644.294    | 60,7          |               |                |
| Wahlberechtigte                                                      | Wahlberechtigte               | Wahlberechtigte               | 98.214.289    |               |               | 98.214.289    |               |               |                |
|                                                                      |                               |                               |               |               |               |               |               |               |                |
| Quellen: Instituto Nacional Electoral, Direktstimmen – Listenstimmen |                               |                               |               |               |               |               |               |               |                |

#### Senat
| Wahlbündnisse                                                        | Wahlbündnisse                 | Listen                        | Direktstimmen | Direktstimmen | Direktstimmen | Listenstimmen | Listenstimmen | Listenstimmen | Mandate Gesamt |
| Wahlbündnisse                                                        | Wahlbündnisse                 | Listen                        | Stimmen       | %             | Mandate       | Stimmen       | %             | Mandate       | Mandate Gesamt |
| -------------------------------------------------------------------- | ----------------------------- | ----------------------------- | ------------- | ------------- | ------------- | ------------- | ------------- | ------------- | -------------- |
|                                                                      | Sigamos Haciendo Historia     | PVEM – PT – MORENA            | 21.731.737    | 38,1          | 39            | –             | –             | –             | 39             |
| Movimiento Regeneración Nacional                                     | Sigamos Haciendo Historia     | 7.526.453                     | 13,2          | 21            | 24.484.943    | 42,5          | 14            | 35            |                |
| Partido Verde Ecologista de México                                   | Sigamos Haciendo Historia     | 2.298.726                     | 4,0           | 4             | 5.357.959     | 9,3           | 3             | 7             |                |
| Partido del Trabajo                                                  | Sigamos Haciendo Historia     | 1.215.172                     | 2,1           | –             | 3.214.708     | 5,6           | 2             | 2             |                |
| ↳ Gesamt                                                             | Sigamos Haciendo Historia     | 32.772.088                    | 57,4          | 64            | 33.057.610    | 57,4          | 19            | 83            |                |
|                                                                      | Fuerza y Corazón por México   | PAN – PRI – PRD               | 16.244.373    | 28,5          | 29            | –             | –             | –             | 29             |
| Partido Acción Nacional                                              | Fuerza y Corazón por México   | 1.148.920                     | 2,0           | 1             | 10.107.537    | 17,5          | 6             | 7             |                |
| Partido Revolucionario Institucional                                 | Fuerza y Corazón por México   | 316.636                       | 0,6           | –             | 6.530.305     | 11,3          | 4             | 4             |                |
| Partido de la Revolución Democrática                                 | Fuerza y Corazón por México   | 76.082                        | 0,1           | –             | 1.363.012     | 2,4           | –             | –             |                |
| ↳ Gesamt                                                             | Fuerza y Corazón por México   | 17.786.011                    | 31,2          | 30            | 18.000.854    | 31,2          | 10            | 40            |                |
|                                                                      | Movimiento Ciudadano          | Movimiento Ciudadano          | 6.460.220     | 11,3          | 2             | 6.528.238     | 11,3          | 3             |                |
|                                                                      | Nicht registrierte Kandidaten | Nicht registrierte Kandidaten | 46.230        | 0,1           | –             | 47.092        | 0,1           | –             |                |
| Gesamt                                                               | Gesamt                        | Gesamt                        | 57.064.549    | 100           | 96            | 57.633.794    | 100           | 32            | 128            |
|                                                                      |                               |                               |               |               |               |               |               |               |                |
| Ungültige Stimmen                                                    | Ungültige Stimmen             | Ungültige Stimmen             | 2.326.742     | 3,9           |               | 2.369.932     | 3,9           |               |                |
| Wähler                                                               | Wähler                        | Wähler                        | 59.391.291    | 60,3          |               | 60.003.726    | 61,0          |               |                |
| Wahlberechtigte                                                      | Wahlberechtigte               | Wahlberechtigte               | 98.438.250    |               |               | 98.438.250    |               |               |                |
|                                                                      |                               |                               |               |               |               |               |               |               |                |
| Quellen: Instituto Nacional Electoral, Direktstimmen – Listenstimmen |                               |                               |               |               |               |               |               |               |                |